# Augmentace dat
Augmentace dat (rozšiřování dat) označuje soubor technik určených k vytváření kvalitních syntetických dat prostřednictvím úprav stávajících dat. Tento proces spočívá v generování nových vzorků, které slouží k trénování modelu, což umožňuje získat větší množství informací z menšího množství dat. Augmentace dat zvyšuje počet označených dat potřebných pro hluboké učení a zároveň zabraňuje nadměrnému přizpůsobení modelu při trénování hlubokých neuronových sítí, zejména v případě nedostatku trénovacích dat. Tohoto efektu se dosahuje trénováním modelů na několika mírně upravených verzích původních dat. Tyto metody zvyšují rozmanitost a množství dat, která jsou k dispozici pro trénování modelů strojového učení, a tím zlepšují jejich zobecňovací schopnosti. 

## Metody augmentace dat

### Metoda syntetického nadvzorkování
Metoda syntetického nadvzorkování (Synthetic Minority Over-sampling Technique, SMOTE) je určena ke zvýšení zastoupení podreprezentované třídy a ke zlepšení výkonu klasifikátorů, které mohou mít tendenci preferovat většinovou třídu. Cílem SMOTE je vytvořit vyvážené rozložení tříd pomocí generování umělých vzorků podreprezentované třídy pomocí interpolace.

#### Algoritmus SMOTE
Algoritmus SMOTE spočívá ve výběru vzorku X0 z podreprezentované třídy a následném určení jeho K nejbližších sousedů X, který náleží téže podreprezentované třídě. Nový syntetický vzorek se poté vytvoří interpolací mezi těmito dvěma bodle podle vzorce: Z = X0 + w (X − X0), kde w je realizace rovnoměrně rozložené náhodné veličiny v intervalu [0; 1].

### Augmentace dat v oblasti zpracování obrazu
Augmentace dat pro zpracování obrazu je technika strojového učení, jejímž cílem je generování nových trénovacích obrazů na základě stávajících obrazů. Tento proces zahrnuje aplikaci různých geometrických transformací na původní obraz, čímž vznikají nové varianty trénovacích vzorků obrazů. Účelem těchto transformací je vytvořit další vzorky dané třídy při zachování její základní kategorie nezměněné.

#### Geometrické transformace

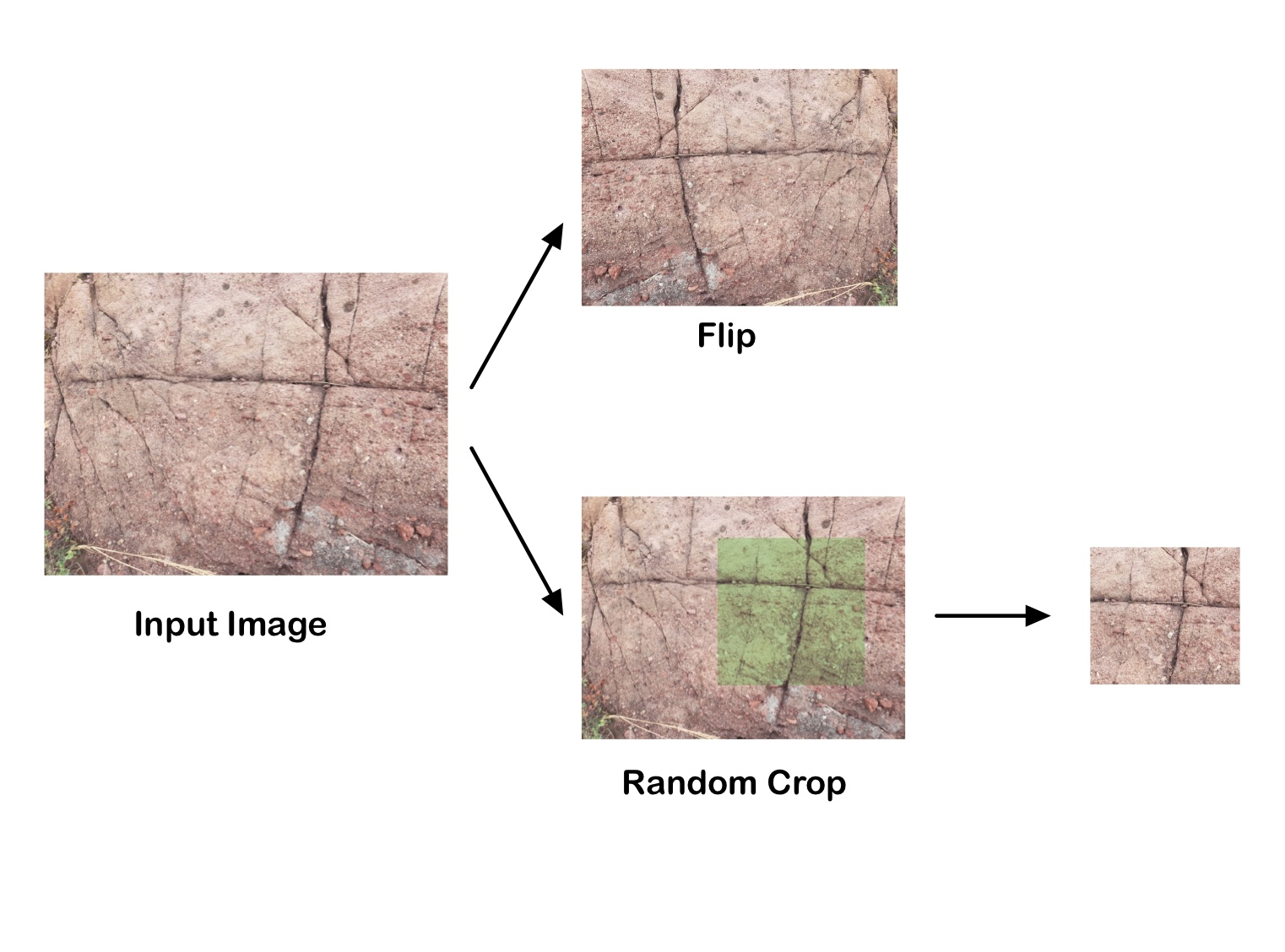
Ukázka možných geometrických transformací

Geometrické transformace jsou jednou z technik augmentace dat využívaných při zpracování obrazu, která pomáhá s vytvořením různých variací obrazů, což pomáhá zlepšit generalizaci modelu při strojovém učení.
Příklady geometrických transformací:
- Rotace obrazu: Otočení obrazu o zadaný úhel v rozsahu 0 až 360 stupňů.[13]
- Posun obrazu: Posunutí obrazu v některém ze směrů nahoru, dolů, doprava nebo doleva.[13] Složením dvou lze posunout do libovolného směru.
- Zkosení: Posunutí každého bodu obrazu v lineární závislosti na vzdálenosti od osy zkosení.[13]
- Zrcadlení obrazu: Horizontální nebo vertikální překlopení obrazu.[13]
- Ořezání obrazu: Použití výřezu z původního obrazu.[11]

#### Transformace barevného prostoru
Digitální obrazová data jsou obvykle kódována jako tenzor o rozměrech výška × šířka × barevné kanály (zpravidla tři). Mezi metody transformace barevného prostoru patří manipulace hodnot pixelů za účelem zvýšení nebo snížení jasu, oddělování jednotlivých RGB kanálů a úpravy, jako je převod na stupně šedi nebo manipulace histogramu. Tyto metody simulují různé světelné podmínky a upravují barevné vlastnosti obrázků, čímž připravují modely na zpracování obrazů s různorodými vizuálními vlastnostmi.

#### Přidávání šumu
Vnášení šumu do obrázků simuluje nedokonalosti reálného světa a učí modely ignorovat irelevantní odchylky. Vnášení šumu pomáhá modelům neuronových sítí optimalizovat svou výkonnost podle intenzity šumu, na kterém byly trénovány. Například přidání Gaussova šumu napodobuje šum snímače nebo zrnitost.

### Augmentace dat pro zpracování signálu

#### Biologické signály
Proces augmentace dat je důležitý v oblasti zpracování biologických signálů, které jsou často obtížné získat, protože bývají vysoce dimenzionální a vzácné.
Nedostatek dat je obzvláště patrný u problémů zpracování signálů, jako je například elektromyografie (EMG) u Parkinsonovy nemoci. Tato data jsou obtížně dostupná. Zanini a kolektiv zjistili, že generativní adversariální sítě (GAN), konkrétně model DCGAN (Deep Convolutional GAN), mohou být použity k provedení tzv. přenosu stylu. Tento přístup umožňuje generovat syntetické elektromyografické signály, které odpovídají těm, jež vykazují pacienti s Parkinsonovou nemocí.